# Sinochlora stylosa
Sinochlora stylosa är en insektsart som beskrevs av Shi, F-m. och Y.-l. Chang 2004. Sinochlora stylosa ingår i släktet Sinochlora och familjen vårtbitare. Inga underarter finns listade i Catalogue of Life.